# Henry Caro-Delvaille
Henry Caro-Delvaille, nacido Henri Delvaille en Bayona (Pirineos Atlánticos) el 6 de julio de 1876 y fallecido en París en julio de 1928, fue un pintor y decorador francés.

## Biografía
Después de haber estudiado de 1895 a 1897 en la Escuela de Bellas Artes de Bayona, Henry Caro-Delvaille fue alumno de Léon Bonnat en la Escuela de Bellas Artes de París. Expone por primera vez en el salón de la Sociedad de los artistas franceses en París en 1899. Logra una medalla de tercera clase en 1901 para su cuadro titulado La manicure. Miembro de la Sociedad nacional de Bellas Artes a partir de 1903, se convierte en su secretario en 1904. En 1905, consigue la medalla de oro de la Exposición Internacional de Múnich. El mismo año, su amigo Edmond Rostand le confía la decoración de su casa de campo en Cambo. Se hace entonces conocido como pintor de retratos y consigue numerosos encargos. Fue hecho caballero de la Legión de Honor en 1910.
A partir de 1917, viaja en Estados Unidos donde se instala hasta 1925. Realiza allí numerosos retratos, desnudos, paisajes y paneles decorativos.

## Obras seleccionadas

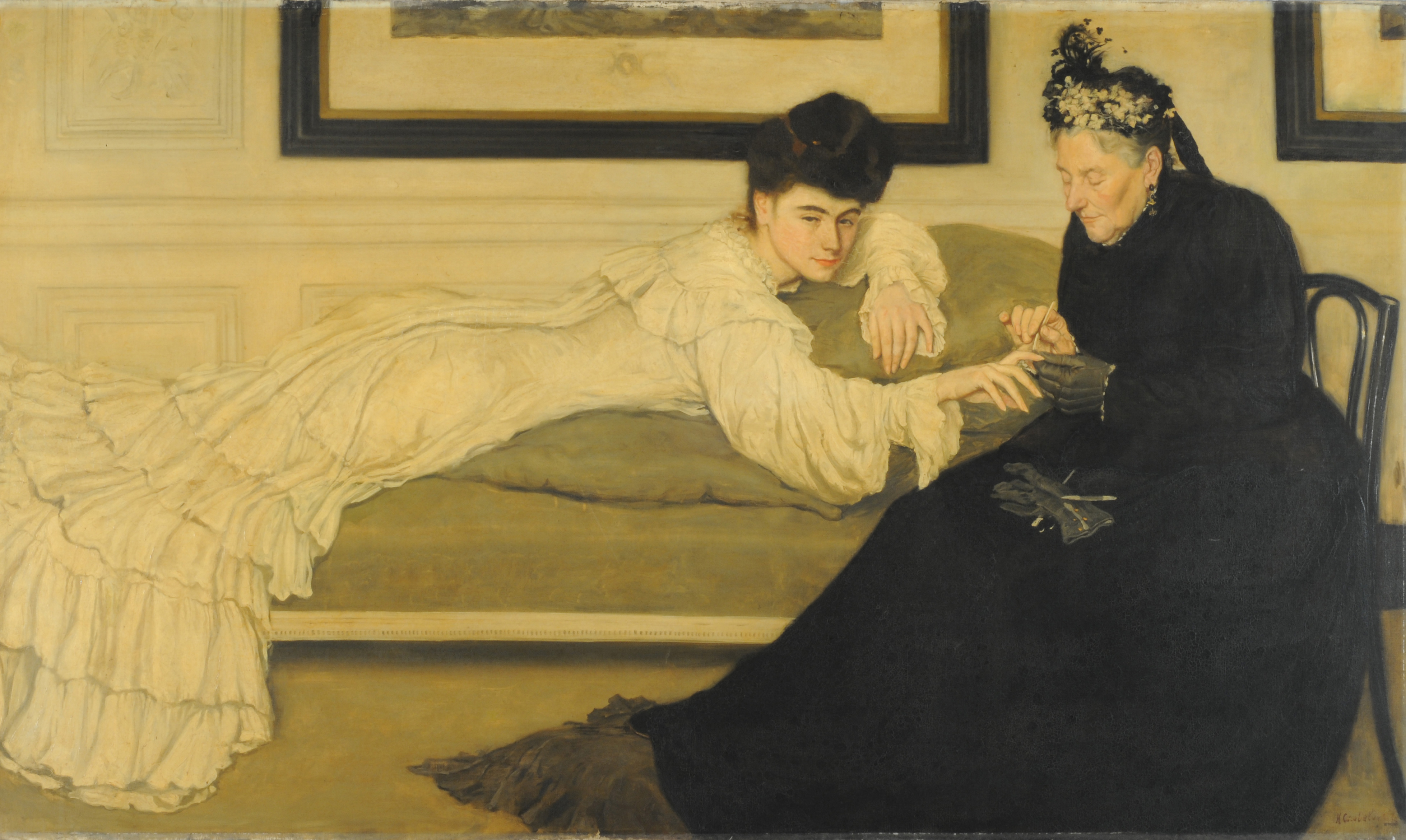
La manicure
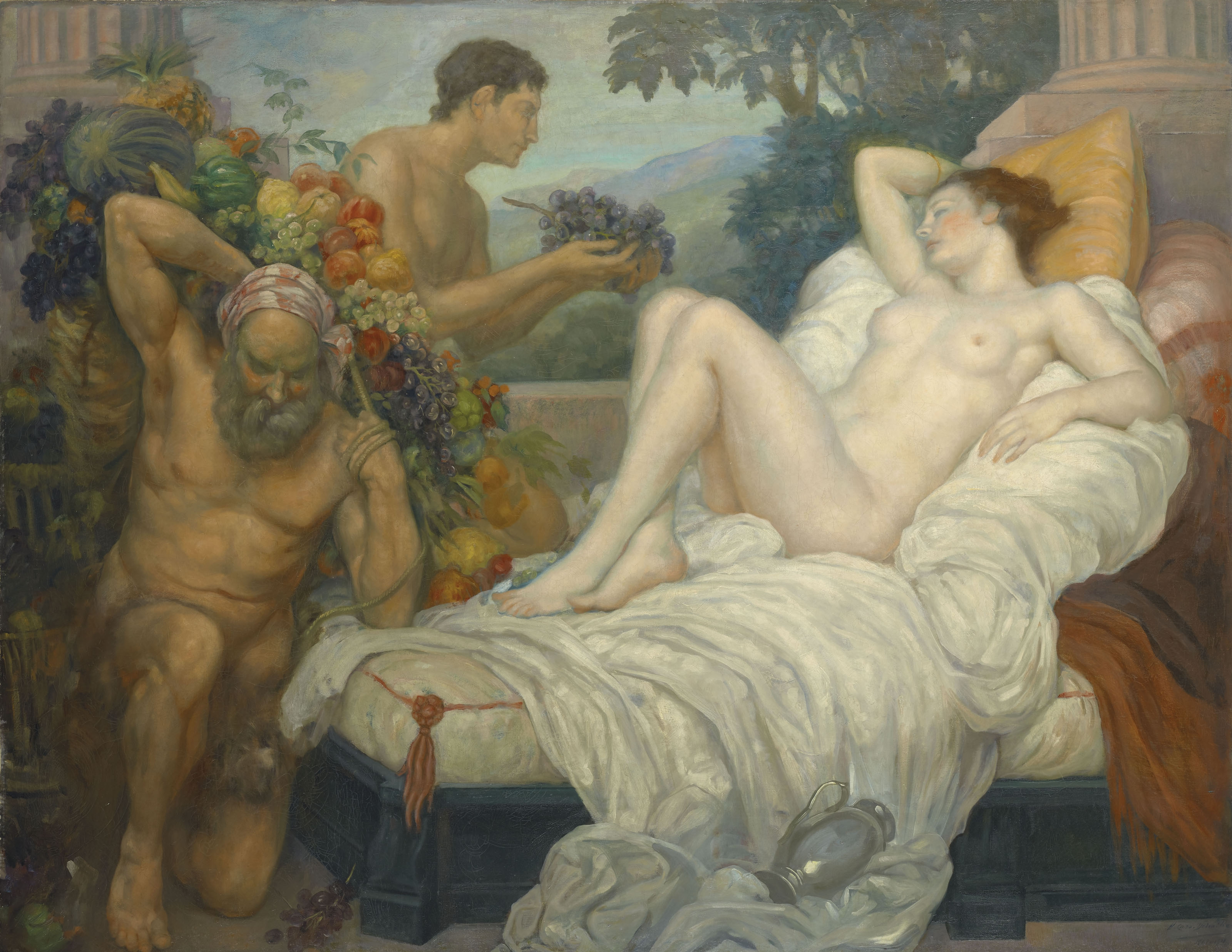
Los regalos de la tierra
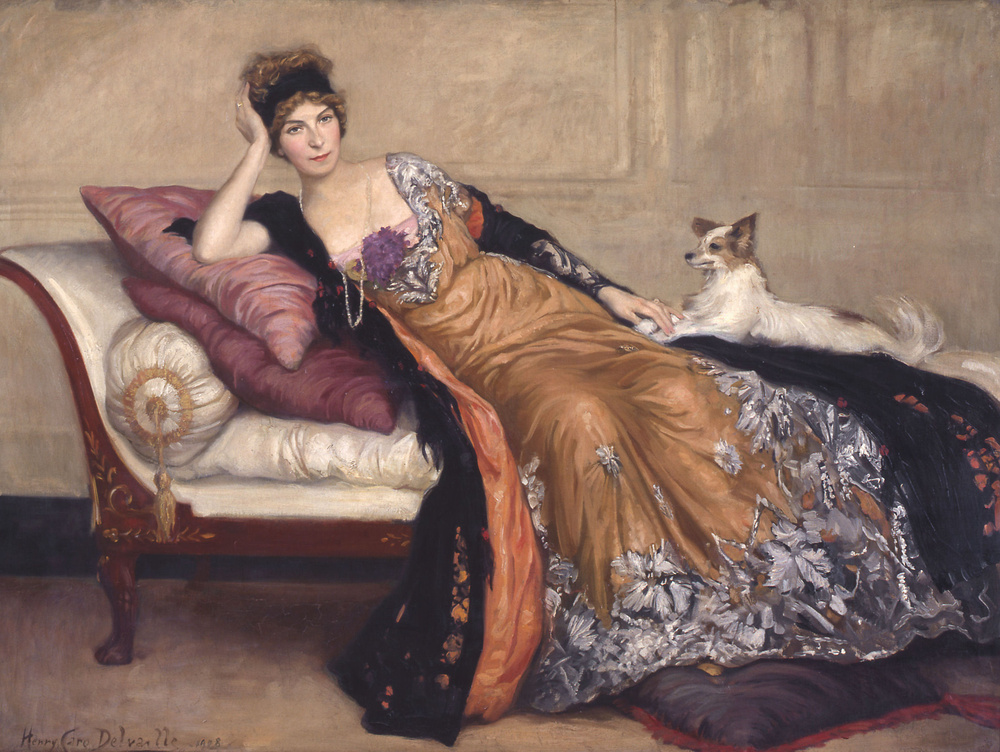
Portrait de Madame Simone